# Terremoto de Virginia de 2011

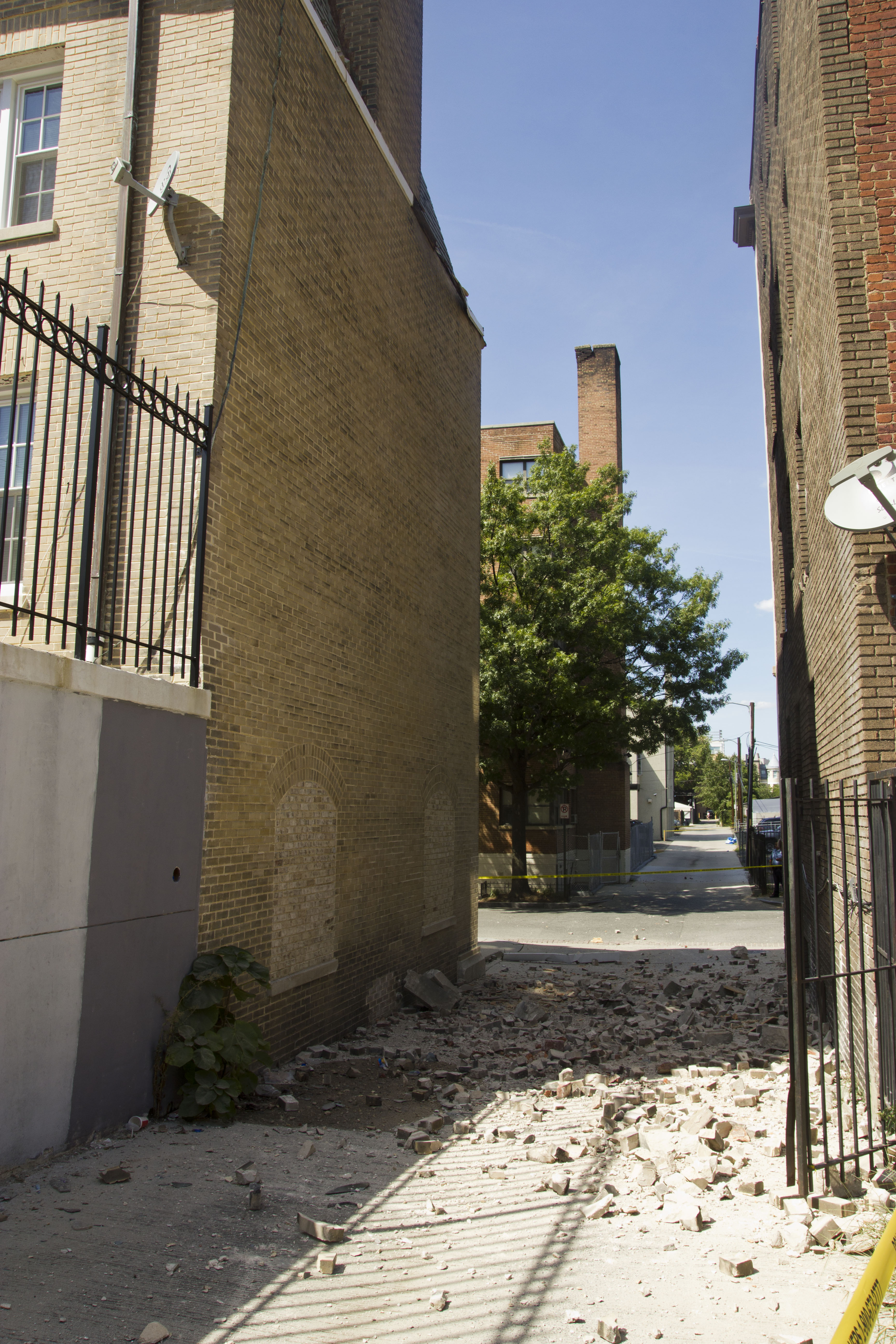
Daños en la embajada del Ecuador en Washington D. C..

El terremoto de Virginia de 2011 fue un terremoto de magnitud 5,8 en la escala de Richter ocurrido en el estado estadounidense de Virginia el 23 de agosto de 2011 a las 13:51 hora local (17:51 UTC). El epicentro fue localizado a 60 kilómetros (37 millas) al noroeste de Richmond y a 8 kilómetros (5 millas) desde la localidad de Mineral, Virginia, de acuerdo al Servicio Geológico de los Estados Unidos (USGS). El sismo ocurrió a lo largo de la falla de Spotsylvania, una antigua falla situada en el centro de la placa norteamericana. Cuatro réplicas de magnitudes 2,8; 2,2; 4,2 y 3,4 ocurrieron dentro de las siguientes doce horas, causando gran temor.
El sismo (junto con el terremoto de 1944 de intensidad 5,8 en la frontera de Nueva York y Ontario) fue el más fuerte al este del río Misisipi en 114 años, desde 1897, cuando la región fue sacudida por un terremoto centrado en el condado de Giles, Virginia (con una magnitud estimada en 5,9 según la USGS o magnitud 5,8 y el Professional Paper y el departamento de geología de Virginia Tech).

### Testigos
El sitio web del Centro Sismológico Euromediterráneo (en inglés EMSC), uno de los principales sitios web de información sobre los terremotos a nivel mundial, experimentó un aumento de tráfico masivo e inmediato causado por la convergencia de testigos presenciales que buscaban información sobre el temblor. Los testigos oculares pueden considerarse como sensores sísmicos en tiempo real. Sus tiempos de conexión demostraron, en el caso del terremoto de Virginia, imitar la propagación de la onda sísmica generada por la secudida: en promedio, los testigos llegaron al sitio web durante los 90 segundos después de la sacudida. El epicentro se determinó sin utilizar ningún dato sísmico, sino retropropagando 2 menudos de tráfico del sitio web EMSC.

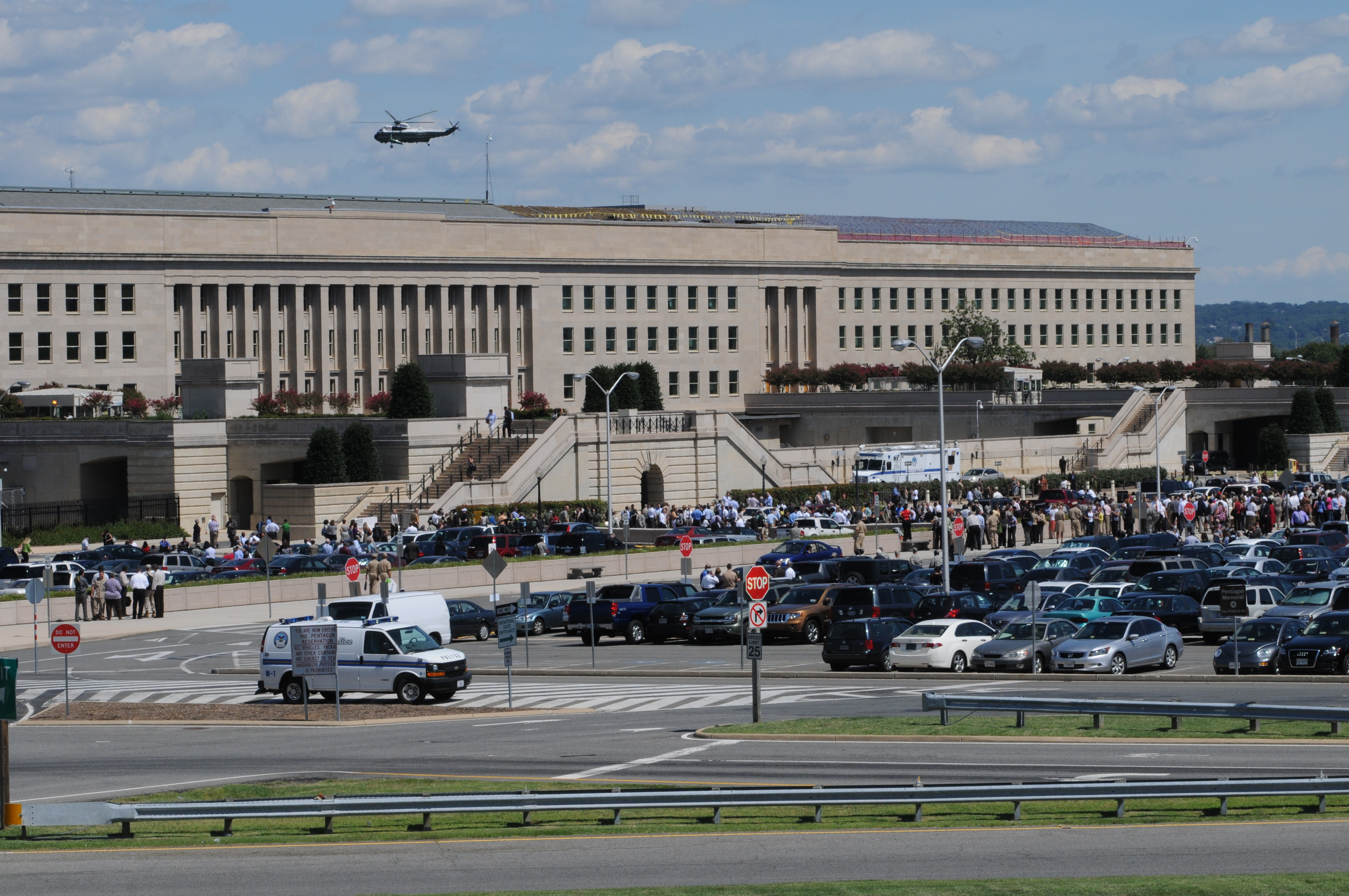
El Pentágono fue evacuado momentos luego del terremoto de 5.8 que fue sentido a lo largo de la Costa este de los Estados Unidos.